# Спиридон (патриарх Антиохийский)
Патриа́рх Спиридо́н (греч. Πατριάρχης Σπυρίδωνος, в миру Анаста́сиос Евфими́у, греч. Αναστάσιος Ευθυμίου; 25 марта 1838, Айос-Николаос, Кипр — 16 января 1921, остров Халки) — епископ Антиохийской православной церкви; Патриарх Антиохийский и всего Востока (1891—1898).

## Биография
Родился 25 марта 1838 году в деревне Агиос-Николаос на Кипре (в настоящее время входит в состав округа Пафос).
Учился в Богословской школе Святого Креста в Иерусалиме, под руководством своего дяди — митрополита Петрского Мелетия.
5 апреля 1858 архиепископом Лиддским Герасимом был рукоположен в сан диакона. В 1861 году был возведён в сан архидиакона монастыря святых Константина и Елены в Иерусалиме. В 1874 рукоположен в сан священника. Служил игуменом в Газе.
12 февраля 1884 в храме гроба Господня в Иерусалиме рукоположен во епископа и возведён в достоинство архиепископа Фаворского. В том же году назначен местоблюстителем Птолемаидской епархии. В 1886 году назначен Патриаршим эпитропом в Вифлееме.
14 октября 1891 года был избран Антиохийским патриархом и всего Востока.
Как и двое его предшественников на Антиохийском престоле состоял в Святогробском братстве и по сути представлял интересы греков.
При вступлении в должность дал обязательство открыть в Дамаске духовное училище, заботиться об улучшении местных православных школ и благотворительных учреждений. Однако свои обещания он не исполнил.
В патриаршество Спиридона затянувшийся на долгие 7 лет спор между арабами и греками за контроль над Антиохийским Патриархатом, который получил у сирийских историков название «патриаршего кризиса» или «антиохийской проблемы», достиг своего апогея. На этот период пришлось также усиление прозелитской пропаганды католических и протестантских организаций. В разгар «Патриаршего кризиса» сирийский Вали Хасан-паша был завален бесчисленными жалобами православных арабов на греческого Патриарха Спиридона. Когда стало ясно, что патриарх Спиридон не способен руководить Антиохийским патриархатом, подавляющее большинство паствы которого составляли этнические арабы, греческие и арабские митрополиты призвали своего Спиридона добровольно уйти в отставку.
По призыву местных светских властей православной сирийской общины 31 января (12 февраля) 1898 года Синод и местные архонты объявили об отставке Патриарха Спиридона по собственному желанию и избрании местоблюстителем патриаршего престола митрополита Киликийского Германа, грека по национальности. Под давлением Порты греческий Константинопольский патриарх был вынужден признать отставку патриарха Спиридона, несмотря на отсутствие кворума на Архиерейском синоде. Он официально сообщил остальным патриархам о содержании уведомления об отставке Спиридона, полученного от местоблюстителя Германа. 23 февраля того же года Порта утвердила решение о низложении Спиридона.
Несмотря на протесты самого низложенного иерарха, а также вмешательство Константинопольского патриарха Константина V и патриарха Иерусалимского Дамиана (Касатоса), Священный Синод Антиохийской православной церкви приступил к избранию нового предстоятеля.
Скончался 16 января 1921 года на острове Халки (Принцевы острова).